# 宵越しの銭は持たない
宵越しの銭は持たない（よいごしのぜにはもたない）は、江戸っ子の気性を表した言葉であり、その日に稼いだお金は翌日に持ち越さず、その日のうちに使い果たしてしまうという、金銭に執着しない生活スタイルを意味する。
宵越しの銭は持たないとは、「江戸っ子は気前が良い」ということを自慢する言葉でもある。江戸っ子はその日に稼いだ金を貯蓄に回すことをしないという金離れの良さを自慢して言う言葉でもある。

## 言葉の背景
江戸は、徳川家康が転封された16世紀末期以降に発展した街であり、平安京の造営により西暦794年に都と定められた京都や、仁徳天皇の時代に難波宮が置かれた大坂のような関西の都市と比べれば歴史は浅く、上方の文化の奥深さには対抗できなかった。故に江戸では「関西では金への執着が強い」ことを逆手に取り、「しみったれた真似ができるか」という気風の良さを売り物にしたいなせという勢いの良さで対抗しようとした。この「いなせ」を端的に表す言葉が「宵越しの銭は持たない」であった。
「宵越しの銭は持たない」は単に江戸っ子の気性のみでなく、必然的にそのような生活スタイルを生む事情もあった。それは江戸は頻繁に大火に見舞われた故である。
当時は炊事はかまど、照明は行灯と裸火を常に用いる生活であり、もとより住居はじめ建築物の大半が木造建築、しかも江戸は冬になれば空気が乾燥し、北西の季節風をまともに受ける地理的、気象的な条件を備えていた。そのため、ふとした失火はほどなく火災に発展し、5年に1度は大火に見舞われるありさまだった。当時は消防車はもとより水利施設も無く、仮に火災が発生すれば火元の周辺の建物を壊して取り払い、防火帯を設けて延焼を防ぐ破壊消防に頼らざるを得なかった。当時も土蔵、蔵造りのような防火建築は存在したが、建造に多額の費用が掛かる蔵を所有できるのは富裕層のみであり、江戸っ子の典型ともいえる行商人や職人が住む長屋は板壁の杮葺で柱も細く、耐火性は無に等しかった。また江戸時代には現代の銀行に当たる「財産を安全に預かるシステム」、あるいは火災保険のように、災害後に財産を補償するシステムは存在しないため、仮に財産を有していても火災に見舞われればすべてを失うことになる。ゆえに「無駄」になりかねない貯蓄よりも、その時々での気前のよい消費がもてはやされたともいえる。
また江戸は1日きちんと働けば、その日の生活費を稼ぐことができるという貨幣経済が確立していたからとも言える。稼いだ金を残しておくのは浅ましいという江戸っ子の粋というのもある。江戸には天秤棒を肩にかけて物を売り歩く「棒手振り」と呼ばれる行商人が小売を担っていた。棒手振りは元締めから商売道具を借り、すぐさま商売を始めることが可能だった。江戸の大通りには魚に野菜、豆腐、あるいは雑貨などさまざまな物品を売り歩く棒手振りが往来していたため、町人は必要な物を買い求めるため遠出する必要は無く、街々を訪問する棒手振りから購入した。棒手振りは1日が終われば元締めに道具を返し料金を払い、残りは自分のものにできた。
江戸には祭や富くじや芝居や吉原遊廓、品川宿ほかの岡場所など多くの娯楽があり、江戸っ子は稼ぎをこのような娯楽に注ぎこんで散財した。ゆえに「宵越しの銭を持たない」生活スタイルが生まれたともいえる。